# Paulin Voavy
Paulin Voavy (Maintirano, 10 novembre 1987) è un calciatore malgascio, attaccante del Saint-Pauloise e della nazionale malgascia.
Detiene il record di presenze (67) e di reti (15) con la nazionale malgascia.

## Caratteristiche tecniche
Voavy è un esterno sinistro in grado di giocare su entrambe le fasce, agile nei movimenti, preciso nel servire assist ai compagni e in possesso di ottime doti tecniche che gli consentono di creare superiorità numerica.
Sotto la guida del tecnico Jean-Marc Pilorget venne adattato a trequartista a supporto della manovra.

## Carriera

### Club
Muove i suoi primi passi nelle giovanili dell'Ajesaia, in Madagascar. Complice l'assenza di una lega professionistica in Madagascar, nel 2007 si trasferisce in Francia per proseguire la propria carriera.
Dopo una parentesi di due anni in Algeria con il CS Constantine, nel 2016 viene tesserato dal Misr Lel Makasa, nel campionato egiziano. Il 2 ottobre 2021 passa a parametro zero al Ghazl El-Mehalla.

### Nazionale
Esordisce in nazionale il 29 marzo 2003 contro il Sudafrica in amichevole, all'età di 15 anni e 139 giorni. Mette a segno le sue prime reti in nazionale il 29 aprile 2007 contro le Seychelles in Coppa COSAFA, realizzando una tripletta.
Il 17 maggio 2019 viene incluso dal CT Nicolas Dupuis tra i 23 convocati alla Coppa d'Africa 2019; per il Madagascar si tratta della prima partecipazione nella storia al torneo continentale. Esordisce nella competizione il 22 giugno contro la Guinea, subentrando al 73' al posto di Carolus Andriamatsinoro.

## Statistiche

### Presenze e reti nei club
Statistiche aggiornate al 30 dicembre 2022.
| Stagione                | Squadra                 | Campionato              | Campionato | Campionato | Coppe nazionali | Coppe nazionali | Coppe nazionali | Coppe continentali | Coppe continentali | Coppe continentali | Altre coppe | Altre coppe | Altre coppe | Totale | Totale |
| Stagione                | Squadra                 | Comp                    | Pres       | Reti       | Comp            | Pres            | Reti            | Comp               | Pres               | Reti               | Comp        | Pres        | Reti        | Pres   | Reti   |
| ----------------------- | ----------------------- | ----------------------- | ---------- | ---------- | --------------- | --------------- | --------------- | ------------------ | ------------------ | ------------------ | ----------- | ----------- | ----------- | ------ | ------ |
| 2007-2008               | Nantes 2                | CFA                     | 23         | 4          | -               | -               | -               | -                  | -                  | -                  | -           | -           | -           | 23     | 4      |
| 2008-2009               | Boulogne                | L2                      | 3          | 0          | CF+CdL          | 0+1             | 0               | -                  | -                  | -                  | -           | -           | -           | 4      | 0      |
| 2009-2010               | Évian TG                | CN                      | 28         | 3          | CF              | 5               | 3               | -                  | -                  | -                  | -           | -           | -           | 33     | 6      |
| 2010-2011               | Cannes                  | CN                      | 24         | 2          | CF              | 4               | 0               | -                  | -                  | -                  | -           | -           | -           | 28     | 2      |
| 2011-2012               | Cannes                  | CFA                     | 29         | 6          | CF              | 2               | 2               | -                  | -                  | -                  | -           | -           | -           | 31     | 8      |
| 2012-2013               | Cannes                  | CFA                     | 22         | 2          | CF              | 0               | 0               | -                  | -                  | -                  | -           | -           | -           | 22     | 2      |
| Totale Cannes           | Totale Cannes           | Totale Cannes           | 75         | 10         |                 | 6               | 2               |                    | -                  | -                  |             | -           | -           | 81     | 12     |
| 2013-2014               | Colomiers               | CN                      | 32         | 4          | CF              | 1               | 0               | -                  | -                  | -                  | -           | -           | -           | 33     | 4      |
| 2014-2015               | CS Constantine          | L1                      | 26         | 3          | CA              | 3               | 0               | -                  | -                  | -                  | -           | -           | -           | 29     | 3      |
| 2015-2016               | CS Constantine          | L1                      | 24         | 3          | CA              | 0               | 0               | CC                 | 4                  | 2                  | -           | -           | -           | 28     | 5      |
| Totale Constantine      | Totale Constantine      | Totale Constantine      | 50         | 6          |                 | 3               | 0               |                    | 4                  | 2                  |             | -           | -           | 57     | 8      |
| 2016-2017               | Misr Lel Makasa         | PL                      | 29         | 7          | CE              | 3               | 0               | -                  | -                  | -                  | -           | -           | -           | 32     | 7      |
| 2017-2018               | Misr Lel Makasa         | PL                      | 28         | 3          | CE              | 1               | 0               | CCL                | 2                  | 0                  | -           | -           | -           | 31     | 3      |
| 2018-2019               | Misr Lel Makasa         | PL                      | 31         | 5          | CE              | 2               | 1               | -                  | -                  | -                  | -           | -           | -           | 33     | 6      |
| 2019-2020               | Misr Lel Makasa         | PL                      | 25         | 2          | CE              | 0               | 0               | -                  | -                  | -                  | -           | -           | -           | 25     | 2      |
| 2020-2021               | Misr Lel Makasa         | PL                      | 24         | 1          | CE              | 1               | 0               | -                  | -                  | -                  | -           | -           | -           | 25     | 1      |
| Totale Misr Lel Makasa  | Totale Misr Lel Makasa  | Totale Misr Lel Makasa  | 137        | 18         |                 | 7               | 1               |                    | 2                  | 0                  |             | -           | -           | 146    | 19     |
| 2021-2022               | Ghazl El-Mehalla        | PL                      | 28         | 0          | CE              | 1               | 0               | -                  | -                  | -                  | -           | -           | -           | 29     | 0      |
| 2022-2023               | Ghazl El-Mehalla        | PL                      | 10         | 1          | CE              | 0               | 0               | -                  | -                  | -                  | -           | -           | -           | 10     | 1      |
| Totale Ghazl El-Mehalla | Totale Ghazl El-Mehalla | Totale Ghazl El-Mehalla | 38         | 1          |                 | 1               | 0               |                    | -                  | -                  |             | -           | -           | 39     | 1      |
| Totale carriera         | Totale carriera         | Totale carriera         | 386        | 46         |                 | 24              | 6               |                    | 6                  | 2                  |             | -           | -           | 416    | 54     |

### Cronologia presenze e reti in nazionale
| Cronologia completa delle presenze e delle reti in nazionale ― Madagascar | Cronologia completa delle presenze e delle reti in nazionale ― Madagascar | Cronologia completa delle presenze e delle reti in nazionale ― Madagascar | Cronologia completa delle presenze e delle reti in nazionale ― Madagascar | Cronologia completa delle presenze e delle reti in nazionale ― Madagascar | Cronologia completa delle presenze e delle reti in nazionale ― Madagascar | Cronologia completa delle presenze e delle reti in nazionale ― Madagascar | Cronologia completa delle presenze e delle reti in nazionale ― Madagascar |
| Data                                                                      | Città                                                                     | In casa                                                                   | Risultato                                                                 | Ospiti                                                                    | Competizione                                                              | Reti                                                                      | Note                                                                      |
| ------------------------------------------------------------------------- | ------------------------------------------------------------------------- | ------------------------------------------------------------------------- | ------------------------------------------------------------------------- | ------------------------------------------------------------------------- | ------------------------------------------------------------------------- | ------------------------------------------------------------------------- | ------------------------------------------------------------------------- |
| 29-3-2003                                                                 | Johannesburg                                                              | Sudafrica                                                                 | 2 – 0                                                                     | Madagascar                                                                | Amichevole                                                                | -                                                                         |                                                                           |
| 6-7-2003                                                                  | Antananarivo                                                              | Madagascar                                                                | 0 – 2                                                                     | Mauritius                                                                 | Qual. Coppa d'Africa 2004                                                 | -                                                                         |                                                                           |
| 13-7-2003                                                                 | Lobamba                                                                   | eSwatini                                                                  | 2 – 0                                                                     | Madagascar                                                                | Coppa COSAFA 2003 - Quarti di finale                                      | -                                                                         | 72’                                                                       |
| 28-8-2003                                                                 | Curepipe                                                                  | Seychelles                                                                | 1 – 1                                                                     | Madagascar                                                                | Giochi delle isole dell'Oceano Indiano 2003 - 1º turno                    | -                                                                         |                                                                           |
| 26-2-2005                                                                 | Curepipe                                                                  | Mauritius                                                                 | 2 – 0                                                                     | Madagascar                                                                | Coppa COSAFA 2005 - 1º turno                                              | -                                                                         | 86’                                                                       |
| 25-3-2007                                                                 | Antananarivo                                                              | Madagascar                                                                | 0 – 3                                                                     | Costa d'Avorio                                                            | Qual. Coppa d'Africa 2008                                                 | -                                                                         |                                                                           |
| 28-4-2007                                                                 | Maputo                                                                    | Madagascar                                                                | 0 – 1                                                                     | Comore                                                                    | Coppa COSAFA 2007 - 1º turno                                              | -                                                                         |                                                                           |
| 29-4-2007                                                                 | Maputo                                                                    | Madagascar                                                                | 5 – 0                                                                     | Seychelles                                                                | Coppa COSAFA 2007 - 1º turno                                              | 3                                                                         |                                                                           |
| 3-6-2007                                                                  | Bouaké                                                                    | Costa d'Avorio                                                            | 5 – 0                                                                     | Madagascar                                                                | Qual. Coppa d'Africa 2008                                                 | -                                                                         |                                                                           |
| 17-6-2007                                                                 | Antananarivo                                                              | Madagascar                                                                | 0 – 2                                                                     | Gabon                                                                     | Qual. Coppa d'Africa 2008                                                 | -                                                                         |                                                                           |
| 19-7-2007                                                                 | Antananarivo                                                              | Madagascar                                                                | 2 – 2                                                                     | Mayotte                                                                   | Amichevole                                                                | -                                                                         |                                                                           |
| 29-7-2007                                                                 | Antananarivo                                                              | Madagascar                                                                | 0 – 0                                                                     | RD del Congo                                                              | Amichevole                                                                | -                                                                         |                                                                           |
| 12-8-2007                                                                 | Antananarivo                                                              | Madagascar                                                                | 0 – 0                                                                     | La Riunione                                                               | Giochi delle isole dell'Oceano Indiano 2007 - 1º turno                    | -                                                                         |                                                                           |
| 14-8-2007                                                                 | Antananarivo                                                              | Madagascar                                                                | 3 – 0                                                                     | Comore                                                                    | Giochi delle isole dell'Oceano Indiano 2007 - 1º turno                    | 2                                                                         |                                                                           |
| 16-8-2007                                                                 | Antananarivo                                                              | Madagascar                                                                | 4 – 0                                                                     | Mayotte                                                                   | Giochi delle isole dell'Oceano Indiano 2007 - Semifinale                  | 2                                                                         |                                                                           |
| 18-8-2007                                                                 | Antananarivo                                                              | Madagascar                                                                | 0 – 0 dts (6 – 7 dtr)                                                     | La Riunione                                                               | Giochi delle isole dell'Oceano Indiano 2007 - Finale                      | -                                                                         |                                                                           |
| 17-11-2007                                                                | Moroni                                                                    | Comore                                                                    | 0 – 4                                                                     | Madagascar                                                                | Qual. Mondiali 2010                                                       | -                                                                         | 41’ 80’                                                                   |
| 8-6-2008                                                                  | Antananarivo                                                              | Madagascar                                                                | 0 – 0                                                                     | Costa d'Avorio                                                            | Qual. Mondiali 2010                                                       | -                                                                         |                                                                           |
| 15-6-2008                                                                 | Antananarivo                                                              | Madagascar                                                                | 1 – 1                                                                     | Mozambico                                                                 | Qual. Mondiali 2010                                                       | -                                                                         |                                                                           |
| 7-9-2008                                                                  | Antananarivo                                                              | Madagascar                                                                | 1 – 0                                                                     | Botswana                                                                  | Qual. Mondiali 2010                                                       | -                                                                         | 86’                                                                       |
| 11-10-2008                                                                | Abidjan                                                                   | Costa d'Avorio                                                            | 3 – 0                                                                     | Madagascar                                                                | Qual. Mondiali 2010                                                       | -                                                                         | 45’                                                                       |
| 5-9-2010                                                                  | Calabar                                                                   | Nigeria                                                                   | 2 – 0                                                                     | Madagascar                                                                | Qual. Coppa d'Africa 2012                                                 | -                                                                         |                                                                           |
| 10-10-2010                                                                | Antananarivo                                                              | Madagascar                                                                | 0 – 1                                                                     | Etiopia                                                                   | Qual. Coppa d'Africa 2012                                                 | -                                                                         |                                                                           |
| 11-11-2011                                                                | Malabo                                                                    | Guinea Equatoriale                                                        | 2 – 0                                                                     | Madagascar                                                                | Qual. Mondiali 2014                                                       | -                                                                         |                                                                           |
| 15-11-2011                                                                | Antananarivo                                                              | Madagascar                                                                | 2 – 1                                                                     | Guinea Equatoriale                                                        | Qual. Mondiali 2014                                                       | -                                                                         |                                                                           |
| 16-6-2012                                                                 | Praia                                                                     | Capo Verde                                                                | 3 – 1                                                                     | Madagascar                                                                | Qual. Coppa d'Africa 2013                                                 | 1                                                                         |                                                                           |
| 14-6-2015                                                                 | Kinshasa                                                                  | RD del Congo                                                              | 2 – 1                                                                     | Madagascar                                                                | Qual. Coppa d'Africa 2017                                                 | -                                                                         | 61’                                                                       |
| 6-9-2015                                                                  | Antananarivo                                                              | Madagascar                                                                | 0 – 0                                                                     | Angola                                                                    | Qual. Coppa d'Africa 2017                                                 | -                                                                         | 46’                                                                       |
| 13-11-2015                                                                | Antananarivo                                                              | Madagascar                                                                | 2 – 2                                                                     | Senegal                                                                   | Qual. Mondiali 2018                                                       | -                                                                         | 83’                                                                       |
| 17-11-2015                                                                | Dakar                                                                     | Senegal                                                                   | 3 – 0                                                                     | Madagascar                                                                | Qual. Mondiali 2018                                                       | -                                                                         | 54’                                                                       |
| 24-3-2016                                                                 | Antananarivo                                                              | Madagascar                                                                | 1 – 1                                                                     | Rep. Centrafricana                                                        | Qual. Coppa d'Africa 2017                                                 | -                                                                         | 60’                                                                       |
| 28-3-2016                                                                 | Bangui                                                                    | Rep. Centrafricana                                                        | 2 – 1                                                                     | Madagascar                                                                | Qual. Coppa d'Africa 2017                                                 | -                                                                         |                                                                           |
| 3-9-2016                                                                  | Luanda                                                                    | Angola                                                                    | 1 – 1                                                                     | Madagascar                                                                | Qual. Coppa d'Africa 2017                                                 | -                                                                         |                                                                           |
| 22-3-2017                                                                 | Sao Tomé                                                                  | São Tomé e Príncipe                                                       | 0 – 1                                                                     | Madagascar                                                                | Qual. Coppa d'Africa 2019                                                 | -                                                                         | 73’ 83’                                                                   |
| 26-3-2017                                                                 | Antananarivo                                                              | Madagascar                                                                | 3 – 2                                                                     | São Tomé e Príncipe                                                       | Qual. Coppa d'Africa 2019                                                 | 2                                                                         |                                                                           |
| 9-6-2017                                                                  | Al-Ubayyid                                                                | Sudan                                                                     | 1 – 3                                                                     | Madagascar                                                                | Qual. Coppa d'Africa 2019                                                 | -                                                                         | 85’                                                                       |
| 11-11-2017                                                                | Saint-Leu-la-Forêt                                                        | Comore                                                                    | 1 – 1                                                                     | Madagascar                                                                | Amichevole                                                                | -                                                                         | 76’                                                                       |
| 21-3-2018                                                                 | Saint-Leu-la-Forêt                                                        | Togo                                                                      | 0 – 0                                                                     | Madagascar                                                                | Amichevole                                                                | -                                                                         | 61’                                                                       |
| 24-3-2018                                                                 | Franconville                                                              | Madagascar                                                                | 0 – 1                                                                     | Kosovo                                                                    | Amichevole                                                                | -                                                                         |                                                                           |
| 9-9-2018                                                                  | Antananarivo                                                              | Madagascar                                                                | 2 – 2                                                                     | Senegal                                                                   | Qual. Coppa d'Africa 2019                                                 | 1                                                                         | 67’                                                                       |
| 13-10-2018                                                                | Bata                                                                      | Guinea Equatoriale                                                        | 0 – 1                                                                     | Madagascar                                                                | Qual. Coppa d'Africa 2019                                                 | -                                                                         |                                                                           |
| 16-10-2018                                                                | Antananarivo                                                              | Madagascar                                                                | 1 – 0                                                                     | Guinea Equatoriale                                                        | Qual. Coppa d'Africa 2019                                                 | -                                                                         | 85’                                                                       |
| 18-11-2018                                                                | Antananarivo                                                              | Madagascar                                                                | 1 – 3                                                                     | Sudan                                                                     | Qual. Coppa d'Africa 2019                                                 | -                                                                         | 72’                                                                       |
| 23-3-2019                                                                 | Thiès                                                                     | Senegal                                                                   | 2 – 0                                                                     | Madagascar                                                                | Qual. Coppa d'Africa 2019                                                 | -                                                                         |                                                                           |
| 2-6-2019                                                                  | Lussemburgo                                                               | Lussemburgo                                                               | 3 – 3                                                                     | Madagascar                                                                | Amichevole                                                                | 1                                                                         | 46’                                                                       |
| 7-6-2019                                                                  | Bondoufle                                                                 | Kenya                                                                     | 1 – 0                                                                     | Madagascar                                                                | Amichevole                                                                | -                                                                         | 46’                                                                       |
| 14-6-2019                                                                 | Marrakech                                                                 | Madagascar                                                                | 1 – 3                                                                     | Mauritania                                                                | Amichevole                                                                | -                                                                         | 51’                                                                       |
| 22-6-2019                                                                 | Alessandria d'Egitto                                                      | Guinea                                                                    | 2 – 2                                                                     | Madagascar                                                                | Coppa d'Africa 2019 - 1º turno                                            | -                                                                         | 73’                                                                       |
| 27-6-2019                                                                 | Alessandria d'Egitto                                                      | Madagascar                                                                | 1 – 0                                                                     | Burundi                                                                   | Coppa d'Africa 2019 - 1º turno                                            | -                                                                         | 51’                                                                       |
| 11-7-2019                                                                 | Il Cairo                                                                  | Madagascar                                                                | 0 – 3                                                                     | Tunisia                                                                   | Coppa d'Africa 2019 - Quarti di finale                                    | -                                                                         | 66’                                                                       |
| 16-11-2019                                                                | Antananarivo                                                              | Madagascar                                                                | 1 – 0                                                                     | Etiopia                                                                   | Qual. Coppa d'Africa 2021                                                 | -                                                                         | 59’                                                                       |
| 19-11-2019                                                                | Niamey                                                                    | Niger                                                                     | 2 – 6                                                                     | Madagascar                                                                | Qual. Coppa d'Africa 2021                                                 | 1                                                                         | 76’                                                                       |
| 12-10-2020                                                                | El Jadida                                                                 | Burkina Faso                                                              | 2 – 1                                                                     | Madagascar                                                                | Amichevole                                                                | -                                                                         | 83’                                                                       |
| 12-11-2020                                                                | Abidjan                                                                   | Costa d'Avorio                                                            | 2 – 1                                                                     | Madagascar                                                                | Qual. Coppa d'Africa 2021                                                 | 1                                                                         | 5’ 60’                                                                    |
| 17-11-2020                                                                | Toamasina                                                                 | Madagascar                                                                | 1 – 1                                                                     | Costa d'Avorio                                                            | Qual. Coppa d'Africa 2021                                                 | -                                                                         | 78’                                                                       |
| 24-3-2021                                                                 | Bahar Dar                                                                 | Etiopia                                                                   | 4 – 0                                                                     | Madagascar                                                                | Qual. Coppa d'Africa 2021                                                 | -                                                                         | 46’                                                                       |
| 30-3-2021                                                                 | Toamasina                                                                 | Madagascar                                                                | 0 – 0                                                                     | Niger                                                                     | Qual. Coppa d'Africa 2021                                                 | -                                                                         |                                                                           |
| 2-9-2021                                                                  | Antananarivo                                                              | Madagascar                                                                | 0 – 1                                                                     | Benin                                                                     | Qual. Mondiali 2022                                                       | -                                                                         | 59’                                                                       |
| 7-9-2021                                                                  | Dar es Salaam                                                             | Tanzania                                                                  | 3 – 2                                                                     | Madagascar                                                                | Qual. Mondiali 2022                                                       | -                                                                         | 64’                                                                       |
| 7-10-2021                                                                 | Rabat                                                                     | RD del Congo                                                              | 2 – 0                                                                     | Madagascar                                                                | Qual. Mondiali 2022                                                       | -                                                                         | 61’                                                                       |
| 10-10-2021                                                                | Antananarivo                                                              | Madagascar                                                                | 1 – 0                                                                     | RD del Congo                                                              | Qual. Mondiali 2022                                                       | -                                                                         | 46’                                                                       |
| 11-11-2021                                                                | Cotonou                                                                   | Benin                                                                     | 2 – 0                                                                     | Madagascar                                                                | Qual. Mondiali 2022                                                       | -                                                                         | 46’                                                                       |
| 14-11-2021                                                                | Antananarivo                                                              | Madagascar                                                                | 1 – 1                                                                     | Tanzania                                                                  | Qual. Mondiali 2022                                                       | -                                                                         | 69’                                                                       |
| 1-6-2022                                                                  | Cape Coast                                                                | Ghana                                                                     | 3 – 0                                                                     | Madagascar                                                                | Qual. Coppa d'Africa 2023                                                 | -                                                                         | 84’                                                                       |
| 5-6-2022                                                                  | Antananarivo                                                              | Madagascar                                                                | 1 – 1                                                                     | Angola                                                                    | Qual. Coppa d'Africa 2023                                                 | -                                                                         | 64’                                                                       |
| 24-9-2022                                                                 | Mohammedia                                                                | Rep. del Congo                                                            | 3 – 3                                                                     | Madagascar                                                                | Amichevole                                                                | 1                                                                         | 63’                                                                       |
| 27-9-2022                                                                 | Mohammedia                                                                | Benin                                                                     | 1 – 3                                                                     | Madagascar                                                                | Amichevole                                                                | -                                                                         | 68’                                                                       |
| Totale                                                                    |                                                                           | Presenze (1º posto)                                                       | 67                                                                        |                                                                           | Reti (1º posto)                                                           | 15                                                                        |                                                                           |

## Palmarès

### Club

#### Competizioni nazionali
- Championnat National: 1

Évian TG: 2009-2010

### Nazionale
- Coppa COSAFA Under-20: 1

Sudafrica 2005

### Individuale
- Capocannoniere della Coppa COSAFA: 1

2007: (3 gol)
- Capocannoniere dei Giochi delle isole dell'Oceano Indiano: 1

2007: (4 gol)